# 26. juli
26. juli er dag 207 i året i den gregorianske kalender (dag 208 i skudår). Der er 158 dage tilbage af året.

Dagens navn er Anna.

### Begivenheder
Født - Dødsfald
- 1581 - De Forenede Nederlande dannes og erklærer deres uafhængihed af den spanske konge.
- 1788 - New York bliver den 11. delstat til at indgå i den amerikanske union.
- 1847 - Liberia erklærer sig uafhængig.
- 1887 - Det internationale sprog Esperanto bliver udgivet
- 1908 - FBI, Federal Bureau of Investigation, bliver oprettet under navnet BOI, Bureau of Investigation.
- 1913 - Ved Bramminge-ulykken afspores et eksprestog, og 15 passagerer, heriblandt folketingspolitikeren Peter Sabroe, omkommer.
- 1936 - Aksemagterne vælger at støtte Franco i den spanske borgerkrig.
- 1947 - CIA, Central Intelligence Agency, dannes.
- 1952 - Et militærkup i Egypten afsætter kong Farouk.
- 1953 - Fidel Castro leder et mislykket angreb mod en militærforlægning og starter dermed den cubanske revolution.
- 1956 - Egypten nationaliserer Suezkanalen, hvilket leder til Suezkrisen.
- 1965 - Maldiverne opnår selvstændighed.
- 1994 - Den russiske præsident Boris Jeltsin indvilliger i at trække alle russiske styrker tilbage fra Estland.
- 2005 - Discovery bliver den første rumfærge, der letter efter Columbia-ulykken i 2003.

### Født
- 1678 - Josef 1., tysk-romersk kejser (død 1711).
- 1842 - Alfred Marshall, britisk økonom (død 1924).
- 1855 - Ferdinand Tönnies, tysk sociolog og filosof (død 1936).
- 1856 - George Bernard Shaw, irsk skuespilforfatter (død 1950).
- 1865 - Philipp Scheidemann,  tysk politiker (død 1939).
- 1869 - Martin Andersen Nexø, dansk forfatter (død 1954).
- 1875 - Carl Gustav Jung, svejtsisk psykiater (død 1961).
- 1885 - André Maurois, fransk forfatter (død 1967).
- 1894 - Aldous Huxley, amerikansk forfatter (død 1963).
- 1908 - Salvador Allende, chilensk præsident (død 1973).
- 1922 - Blake Edwards, britisk filminstruktør (død 2010).
- 1922 - Ivar Nørgaard, tidligere økonomiminister (død 2011).
- 1926 - Inger Stilling Pedersen, dansk politiker (død 2017).
- 1928 - Francesco Cossiga, italiensk præsident (død 2010).
- 1928 - Stanley Kubrick, amerikansk filminstruktør (død 1999).
- 1938 - Lorenzo Palomo, spansk komonist og dirigent (død 2024)
- 1939 - John Howard, australsk politiker.
- 1939 - Oscar B. Goodman, amerikansk jurist politiker.
- 1943 - Mick Jagger, engelsk sanger i Rolling Stones.
- 1945 - Christian S. Nissen, tidligere generaldirektør i DR.
- 1945 - Helen Mirren, engelsk skuespillerinde.
- 1949 - Roger Meddows-Taylor, trommeslager i Queen.
- 1955 - Asif Ali Zardari, pakistansk præsident
- 1959 - Kevin Spacey, amerikansk skuespiller.
- 1961 - Keiko Matsui, japansk keyboardspiller og komponist.
- 1964 - Sandra Bullock, amerikansk skuespillerinde.
- 1967 - Jason Statham, engelsk skuespiller.
- 1977 - Martin Laursen, dansk fodboldspiller.
- 1988 - Marie Søderberg, dansk skuespillerinde.
- 1993 - Elizabeth Gillies, amerikansk skuespillerinde, sangerinde og danser.
- 1993 - Taylor Momsen, amerikansk skuespiller, musiker og model.

### Dødsfald
- 1330 - Eufemia af Pommern, dansk dronning gift med Christoffer 2. (født ca. 1285).
- 1574 - Birgitte Gøye, dansk skoleforstander og godsejer (født ca. 1511).
- 1867 - Otto 1., græsk konge (født 1815).
- 1850 - Friderich Adolph Schleppegrell, dansk generalmajor (født 1792)- død af sår fra krigsslag.
- 1913 - Peter Sabroe, dansk journalist, redaktør og politiker (født 1867). - togulykke
- 1952 - Eva Perón, argentinsk præsidentfrue (født 1919).
- 1983 - Charlie Rivel, spansk cirkusklovn (født 1896).
- 1992 - Elga Olga Svendsen, dansk skuespiller og sanger (født 1906).
- 2005 - Erno Müller, dansk skuespiller (født 1917).
- 2020 – Olivia de Havilland, Japansk-Amerikansk skuespiller (født 1916).

|  | Denne datoartikel kan blive bedre, hvis der indsættes et (bedre) billede Du kan hjælpe ved at afsøge Wikimedia Commons for et passende billede eller uploade et godt billede til Wikimedia Commons iht. de tilladte licenser og indsætte det i artiklen. |